# Svetislav Dimitrijević
Svetislav Dimitrijević es un deportista yugoslavo que compitió en tenis de mesa adaptado. Ganó cuatro medallas en los Juegos Paralímpicos de Verano entre los años 1980 y 1988.

## Palmarés internacional
| Juegos Paralímpicos | Juegos Paralímpicos                              | Juegos Paralímpicos | Juegos Paralímpicos |
| Año                 | Lugar                                            | Medalla             | Prueba              |
| ------------------- | ------------------------------------------------ | ------------------- | ------------------- |
| 1980                | Arnhem (Países Bajos)                            | Medalla de oro      | Individual E        |
| 1980                | Arnhem (Países Bajos)                            | Medalla de oro      | Equipo E            |
| 1984                | Nueva York (EE. UU.) Stoke Mandeville (R. Unido) | Medalla de plata    | Equipo L5           |
| 1988                | Seúl (Corea del Sur)                             | Medalla de plata    | Individual TT7      |